# Àcid miristoleic
L'àcid miristoleic, el qual nom sistemàtic és àcid (Z)-tetradec-9-enoic, és un àcid carboxílic monoinsaturat de cadena lineal amb catorze àtoms de carboni, la qual fórmula molecular és {\displaystyle {\ce {C14H26O2}}}. En bioquímica és considerat un àcid gras i se simbolitza per C14:1.

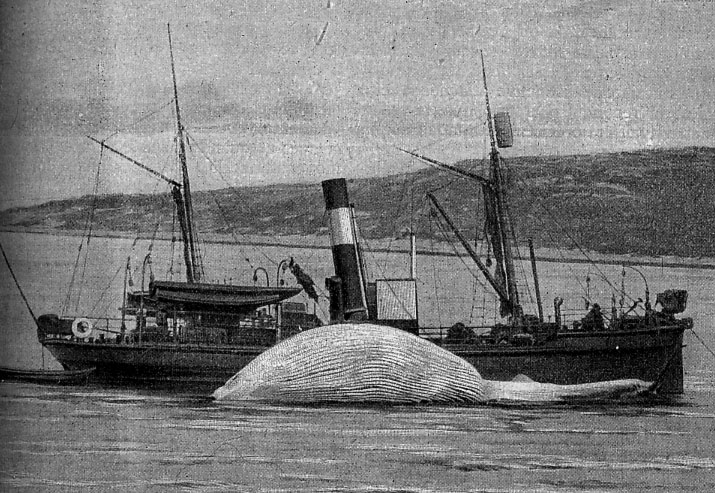
Pesca de la balena

A temperatura ambient és un líquid amb un punt de fusió de –4 °C. La seva densitat entre 4 °C i 20 °C és de 0,9018 g/cm³ i el seu índex de refracció val 1,4549 a 20 °C. És soluble en benzè, dietilèter i èter de petroli.
Ha sigut identificat com a component minoritari en olis de greix de balena, fetge de tauró, oli de tortuga, anguila, greixos de llet humana, cera de coco japonès, greixos de llavors de Pycnanthus kombo. Fou identificat per primer cop a l'oli de balena el 1925 per Edward F. Armstrong i T.P. Hilditch. S'ha suggerit que la seva activitat citotòxica i efectiva d'inducció de la mort cel·lular es pugui utilitzar per al tractament del càncer de pròstata.